# Chang Yi-Tzu
Chang Yi-Tzu es una deportista taiwanesa que compitió en taekwondo. Ganó una medalla de bronce en el Campeonato Asiático de Taekwondo de 2000, en la categoría de –67 kg.

## Palmarés internacional
| Representando a China Taipéi |                   |                   |           |
| Campeonato Asiático          |                   |                   |           |
| Año                          | Lugar             | Medalla           | Categoría |
| 2000                         | Hong Kong (China) | Medalla de bronce | –67 kg    |